# André Vergès
Pour les articles homonymes, voir Vergès.

a Compétitions nationales et continentales officielles uniquement.

b Matchs officiels uniquement.
André Vergès, né le 27 décembre 1877 à Mana (France) et mort le 19 mars 1936 à Clichy (France), est un joueur international français de rugby évoluant aux postes de pilier gauche ou de deuxième ligne pour les clubs du SCUF et du Stade français.

## Biographie
André Vergès naît le 27 décembre 1877 à Mana dans le département d'outre-mer français de la Guyane.
Pratiquant le rugby à XV, il effectue sa carrière en club avec le SCUF puis à partir de 1903 au Stade français et remporte notamment le titre de Champion de France en 1907.
André Vergès dispute son premier test match le 1er janvier 1906, contre l'Équipe de Nouvelle-Zélande de rugby à XV. L'équipe de France joue le tout premier match officiel de son histoire, dans l'ancien Parc des Princes, face à la Nouvelle-Zélande. En tournée dans les îles britanniques, les All Blacks acceptent de faire un crochet par Paris. Après avoir joué un dernier match à Swansea le 30 décembre, ils prennent le bateau jusqu'à Boulogne-sur-Mer, puis le train jusqu'à la Gare du Nord. Malgré la fatigue du voyage et déjà trois mois de tournée au cours de laquelle ils ont gagné 31 de leurs 32 matchs, ils s'imposent facilement 38 à 8 face à la France devant 3 000 spectateurs,. Les All Blacks dominent la première mi-temps, inscrivent quatre essais contre un réussi par Noël Cessieux, puis six nouveaux en fin de match,. Le capitaine Henri Amand a l'honneur d'être le premier capé du rugby français, il faut noter la présence de l'Anglais William Crichton et de l'Américain Allan Muhr au sein de l'équipe de France, et de deux joueurs de couleur André Vergès et Georges Jérome. Il faut attendre 1969 et le toulousain Roger Bourgarel pour retrouver un joueur de couleur en équipe de France.
Vergès dispute son dernier test match le 5 janvier 1907, contre l'Équipe d'Angleterre de rugby à XV.
Il meurt le 19 mars 1936 à Clichy.

## Statistiques en équipe nationale
- 3 sélections en équipe de France.
- Sélections par année : 2 en 1906, 1 en 1907.

| #  | Date             | Lieu                      | Adversaire       | Résultat | Points marqués | Competition |
| -- | ---------------- | ------------------------- | ---------------- | -------- | -------------- | ----------- |
| 1. | 1er janvier 1906 | Parc des Princes (Paris)  | Nouvelle-Zélande | 8-38     | 0 point        | Test match  |
| 2. | 22 mars 1906     | Parc des Princes (Paris)  | Angleterre       | 8-35     | 0 point        | Test match  |
| 3. | 5 janvier 1907   | Athletic Ground (Londres) | Angleterre       | 13-41    | 0 point        | Test match  |

## Palmarès
- Finaliste du Championnat de France en 1904, 1905, 1906 avec le Stade français.
- Vainqueur du Championnat de France en 1907 avec le Stade français.

### Ouvrage
- Collectif Midi olympique, Cent ans de XV de France, Midi olympique, 2005,  (ISBN 2-9524-7310-2)